# Guillaume de Hauteville
Guillaume de Hauteville, né en Normandie autour de 1027, est le fils de Tancrède de Hauteville, petit noble normand du Cotentin, et de la seconde épouse (ou concubine) de ce dernier, Frédésende/Fressende de Normandie. Il est parfois désigné en latin sous le nom de « Willermus » à la place de « Wilelmus » (« Guillaume » en latin).
À ne pas confondre avec son demi-frère aîné, Guillaume de Hauteville, surnommé « Bras-de-Fer ».

## Biographie
Il quitte le duché de Normandie vers 1053, arrivant en Italie méridionale peu après la bataille de Civitate (juin 1053), accompagnant peut-être son frère aîné Godefroi, et est bien reçu par son demi-frère Onfroi, comte d'Apulie. En Italie du Sud, il est mentionné en 1055, participant notamment à la prise de la forteresse de San Nicandro ainsi que d'autres places fortes, à l'origine de son comté du Principat qu'il reçoit de Onfroi en 1056. La mort de ce dernier en février 1057 et l'avènement de son autre frère aîné Robert Guiscard n'est certainement pas à son goût : en effet, avec la mort d'Onfroi, il perd un protecteur qui l'avait toujours favorisé par rapport à son aîné, Guiscard. Néanmoins, les rapports entre les deux frères s'améliorent par la suite. En 1058, il décide de prendre pour épouse une femme de haut rang et épouse en 1059 une princesse lombarde, Marie de Salerne, fille d'un ancien prince lombard de Sorrente.
En 1067, après s'être emparé de biens appartenant à l'archevêché de Salerne, il est excommunié par le pape Alexandre II, avec deux autres barons normands, Turgis de Rota (cf. Filangieri) et Guimond de Moulins.
Il meurt en 1080 et est inhumé à Venosa dans l'abbaye de la Trinité, où se trouve le tombeau familial des Hauteville en Italie.